# Vandières, Meurthe-et-Moselle
Vandières är en kommun i departementet Meurthe-et-Moselle i regionen Grand Est (tidigare regionen Lorraine) i nordöstra Frankrike. Kommunen ligger i kantonen Dieulouard som tillhör arrondissementet Nancy. År 2022 hade Vandières 932 invånare.

## Befolkningsutveckling
Antalet invånare i kommunen Vandières
| Referens: INSEE |